# Триніті (округ, Техас)
Шаблон:StateAbbr_ 31°05′ пн. ш. 95°07′ зх. д. / 31.09° пн. ш. 95.12° зх. д.
Округ  Триніті (англ. Trinity County) — округ (графство) у штаті  Техас, США. Ідентифікатор округу 48455.

## Історія
Округ утворений 1850 року.

## Демографія
За даними перепису 2000 року загальне населення округу становило 13779 осіб, усе сільське. Серед мешканців округу чоловіків було 6661, а жінок — 7118. В окрузі було 5723 домогосподарства, 4000 родин, які мешкали в 8141 будинках. Середній розмір родини становив 2,85.
Віковий розподіл населення поданий у таблиці:
| Стать    | До 15 років | 15-21 | 22-29 | 30-39 | 40-49 | 50-65 | 65-85 | Понад 85 |
| -------- | ----------- | ----- | ----- | ----- | ----- | ----- | ----- | -------- |
| Чоловіки | 1299        | 615   | 509   | 766   | 798   | 1287  | 1297  | 90       |
| Жінки    | 1244        | 601   | 501   | 813   | 898   | 1416  | 1444  | 201      |

## Суміжні округи
- Анджеліна — північний схід
- Полк — південний схід
- Сан-Джесінто — південь
- Вокер — південний захід
- Г'юстон — північний захід

## Виноски
1. ↑  U.S. Decennial Census. United States Census Bureau. Процитовано 11 травня 2015.
2. ↑  Texas Almanac: Population History of Counties from 1850–2010 (PDF). Texas Almanac. Процитовано 11 травня 2015.
3. ↑  State & County QuickFacts. United States Census Bureau. Архів оригіналу за 18 жовтня 2011. Процитовано 26 грудня 2013. [Архівовано 2011-10-18 у Wayback Machine.](англ.) Наведено за англійською вікіпедією.
4. ↑  American FactFinder. Бюро перепису населення США. Архів оригіналу за 26 лютого 2012. Процитовано 31 січня 2008. [Архівовано 2008-05-21 у Wayback Machine.]

| США | Це незавершена стаття з географії США. Ви можете допомогти проєкту, виправивши або дописавши її. |